# Tranvía a la Malvarrosa
Tranvía a la Malvarrosa és una pel·lícula espanyola del 1996 dirigida per José Luis García Sánchez i protagonitzada per Liberto Rabal, Ariadna Gil, Fernando Fernán-Gómez i Antonio Resines, entre d'altres. És basa en la novel·la homònima del periodista Manuel Vicent. Produïda per Sogetel i Lola Films, fou rodada a València i Alzira, i gaudí d'un pressupost de 400 milions de pessetes.

## Argument
En la dècada del 1950, Manuel és un jove fill de burgesia rural valenciana que comença els seus estudis de dret, raó per la qual es trasllada a València capital, coincidint amb la visita de Francisco Franco a la ciutat. Allí coneix el seu primer amor i tota una sèrie de llocs, situacions i sensacions que fins aleshores no havia experimentat. Aleshores un tramvia groc portava a la platja de la Malva-rosa, viatge on descobreix els sentits, la llum i el color.

## Protagonistes
- Liberto Rabal - Manuel
- Ariadna Gil - La China
- Fernando Fernán-Gómez -Catedràtic
- Antonio Resines - El Semo
- Vicente Parra - Pare Cáceres
- Juan Luis Galiardo - Arsenio
- María Galiana - la Pilar
- Jorge Merino - Vicentico el Bola
- Nacho Fresneda - Toni

## Nominacions i premis
XI Premis Goya
| Categoria                 | Persona                                | Resultat |
| ------------------------- | -------------------------------------- | -------- |
| Millor guió adaptat       | José Luis García Sánchez Rafael Azcona | Candidat |
| Millor actor revelació    | Liberto Rabal                          | Candidat |
| Millor fotografia         | José Luis Alcaine                      | Candidat |
| Millor direcció artística | Pierre-Louis Thévenet                  | Candidat |

Pierre-Louis Thévenet també va guanyar el premi al disseny de producció al Festival Internacional de Cinema de Mar del Plata, en la que fou nominada a la millor pel·lícula. Rafael Azcona va guanyar el premi al millor guió; i José Luis García Sánchez, la Violeta d'Or al Festival de Cinema d'Espanya de Tolosa de Llenguadoc.